# Viksøhjälmarna

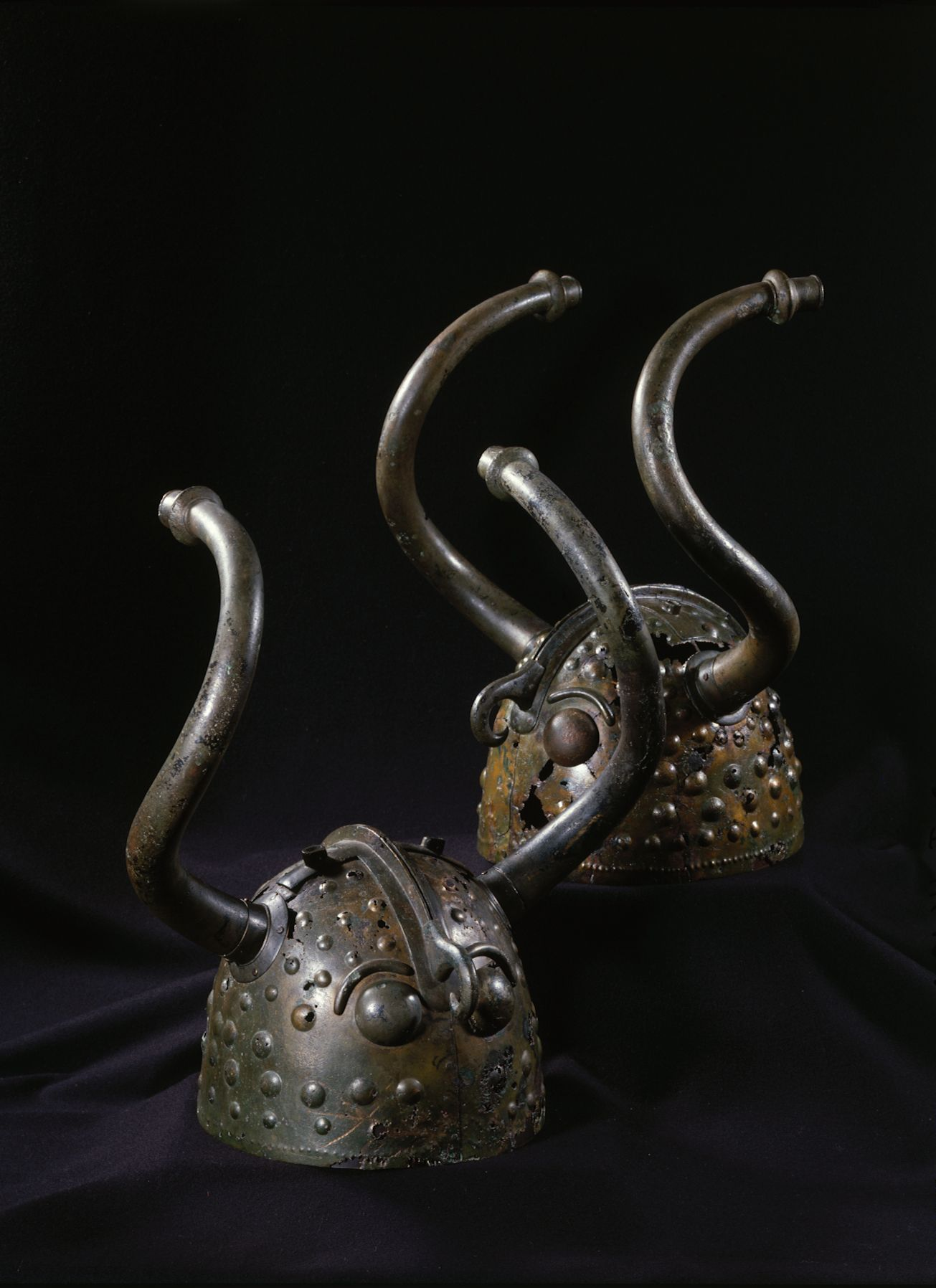

Viksøhjälmarna (även Veksøhjälmarna) är två hjälmar från yngre bronsåldern som hittades 1942 i Brøns Mose utanför Veksø på norra Själland. De förvaras på Nationalmuseet i Köpenhamn.
De hornprydda hjälmarnas tillverkningsort är osäker men låg troligen i Tyskland. De är daterade till omkring 800 f.Kr. vilket sammanfaller med den så kallade Urnefältskulturen. Liknande hjälmar finns avbildade på nordiska, i synnerhet västsvenska, hällristningar. Hjälmarna var nedlagda som offergåva i en mosse och har dessförinnan med största sannolikhet använts i ceremoniella sammanhang, och därmed inte i krig. De nästan identiska föremålen är gjorda av hamrad brons och försedda med två långa, svängda horn. 
|           |
| Framsida. |

|          |
| Baksida. |

|                                         |
| Minnessten på fyndplatsen i Brøns Mose. |